# Richmond Forson
Richmond Forson (Accra, 23 maggio 1980) è un ex calciatore togolese, di origine ghanese, di ruolo difensore.

## Carriera

### Club
Come tanti africani è giunto in Francia sin da ragazzino ed ha iniziato a giocare nell'FC Metz. Vi è rimasto per quattro anni, accumulando 23 presenze e andando anche a segno in un'occasione.
Vittima di un grave incidente stradale nell'autunno del 2001, non è mai riuscito a tornare ai migliori livelli, nonostante le speranze che in lui riponeva il CS Louhans-Cuiseaux. Viene così ceduto al Luçon Football, squadra della CFA2 francese, dove gioca per tre stagioni tra il 2002 ed il 2005, Passa poi alla JA Poiré-sur-Vie, dove conquista il torneo regionale in sesta categoria nel giugno del 2006.
A Cherbourg, dove è arrivato nel gennaio 2007, ha saputo integrarsi nella squadra ed ha disputato 22 gare in una stagione e mezza. Dopo i primi sei mesi, si procura una distorsione dei legamenti del ginocchio e rimane lontano dal campo per diversi mesi. Tornato verso la fine della stagione non recupera il suo livello abituale e la società decide di non rinnovargli il contratto.
All'apice della carriera arriva a giocare al terzo livello del calcio francese (dilettanti), militando sempre tra la terza e la sesta divisione del calcio francese. Si ritira nel 2012.

### Nazionale
Nonostante abbia giocato in squadre semi-professionistiche e dilettantistiche, è riuscito nell'impresa di disputare una fase finale di un Mondiale, quello del 2006 svoltosi in Germania, dove è stato incluso nei 23 convocati del Togo scendendo in campo nelle tre gare del girone eliminatorio, da titolare contro Svizzera e Francia. Con la nazionale togolese conta complessivamente 11 presenze.

## Palmarès

### Club

#### Competizioni regionali
- Campionato di sesta divisione francese: 1

Le Poiré-sur-Vie: 2005-2006